# Bennett (Carolina del Norte)
Bennett es un lugar designado por el censo ubicado en el condado de Chatham en el estado estadounidense de Carolina del Norte. La localidad en el año 2010, tenía una población de 282 habitantes.

## Geografía
Bennett se encuentra ubicado en las coordenadas 35°34′4.08″N 79°32′16.5″O / 35.5678000, -79.537917.